# Exterminate
Exterminate är det andra studioalbumet av det amerikanska death metal/black metal-bandet Angelcorpse, utgivet 1998 av skivbolaget Osmose Productions.

## Låtlista
1. "Christhammer" – 5:48
2. "Wartorn" – 3:57
3. "Into the Storm of Steel" – 2:43
4. "Phallelujah" – 5:37
5. "Reap the Whirlwind" – 5:16
6. "That Which Lies Upon" – 4:04
7. "Embrace" – 6:07
8. "Sons of Vengeance" – 6:18

## Medverkande
Musiker (Angelcorpse-medlemmar)
- Pete Helmkamp – sång, basgitarr
- Gene Palubicki – gitarr
- Bill Taylor – gitarr
- John Longstreth – trummor

Produktion
- Angelcorpse – producent
- Jim Morris – ljudtekniker, ljudmix, mastering
- Joe Petagno – omslagskonst
- Joe "Devil" Craig – logo
- Aaron Monaghen – foto